# نادي كوكيمبو أونيدو
نادي كوكيمبو أونيدو هو نادي كرة قدم تشيلي أٌسس عام 1957. يلعب النادي في الدوري التشيلي لكرة القدم.